# Athene

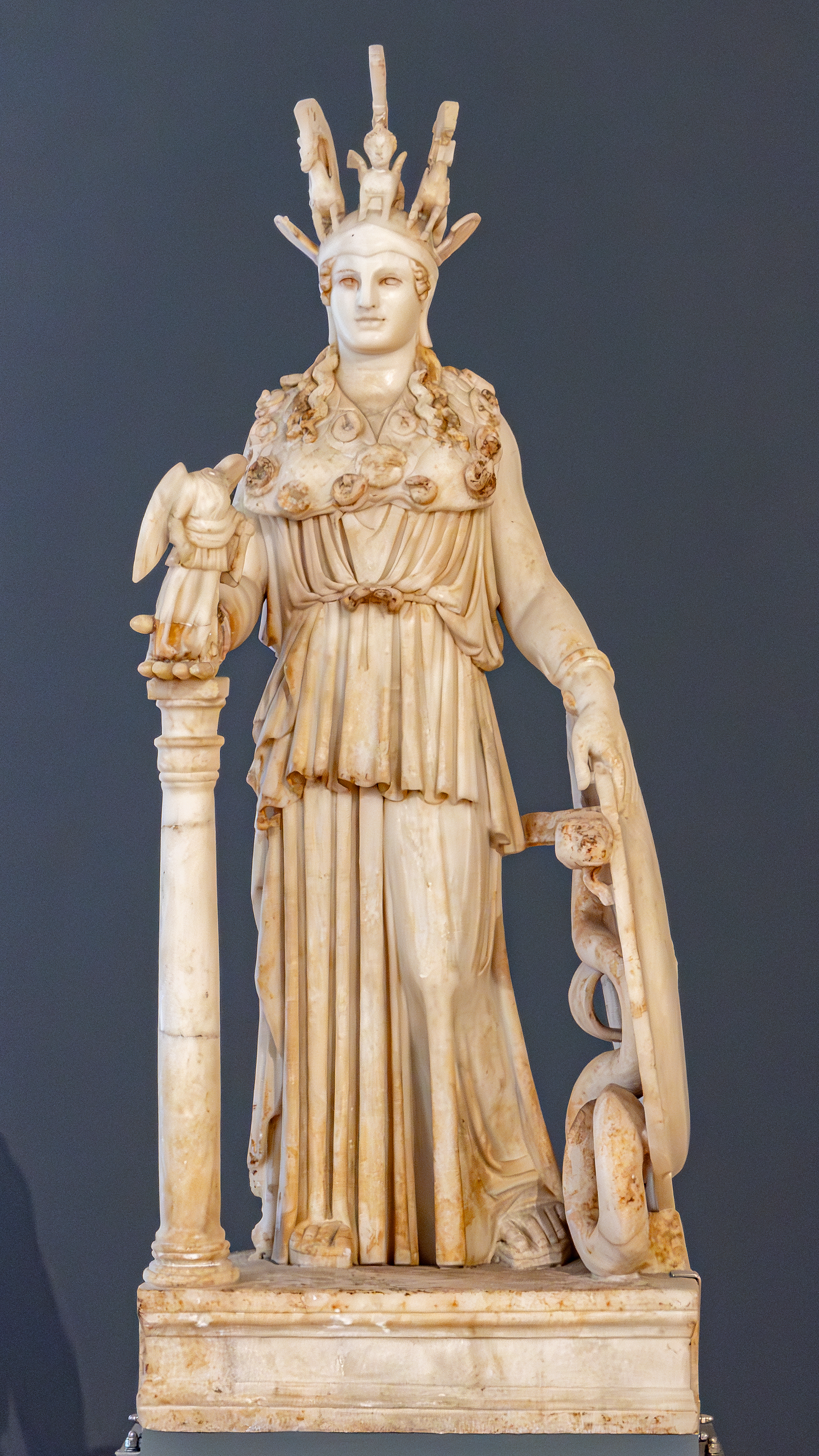
Athena Parthenos, verkleinerte römische Nachbildung (3. Jahrhundert) der Statue des Phidias (Archäologisches Nationalmuseum, Athen)

Athene (altgriechisch Ἀθήνη Athḗnē) oder Athena (Ἀθηνᾶ Athēná) ist eine Göttin der griechischen Mythologie. Sie ist die Göttin der Weisheit, der Strategie und des Kampfes, der Künste, des Handwerks und der Handarbeit sowie Schutzgöttin und Namensgeberin der griechischen Stadt Athen. Sie gehört zu den zwölf olympischen Gottheiten. Ihr entspricht Minerva in der römischen Mythologie.
Der bedeutendste Tempel der Athena war – nach der Zerstörung ihres Tempels als Stadtgöttin durch die Perser im Jahr 480 v. Chr. – der ab 447 v. Chr. errichtete Parthenon auf der Athener Akropolis. Hier standen zudem mehrere bedeutende Athenastatuen des Bildhauers Phidias. Die größte und weithin sichtbare Statue stellte die Athena Promachos („in vorderster Reihe kämpfende Athena“) in voller Rüstung dar. Ebenso berühmt war die aus Gold und Elfenbein geschaffene Kolossalstatue der Athena Parthenos („Jungfrau Athena“) im Parthenon.

## Name

### Namensformen
Um eine Frühform des Namens könnte es sich beim mykenischen Atana Potinija handeln. Im Altgriechischen existierten mehrere dialektale Varianten des Namens, darunter das attische Ἀθηνᾶ Athēná oder Ἀθηναία Athēnaía, das ionische Ἀθήνη Athḗnē, dorisch Ἀθάνα Athána sowie das Ἀθηναίη Athēnaíē der epischen Dichtersprache.
Aus der attischen Namensform gingen das lateinische Athena und neugriechisch Αθηνά Athiná hervor. Im Deutschen ist neben der attischen Lautung (Athena) auch die vom Ionischen abgeleitete Form Athene gebräuchlich.

### Herkunft und Bedeutung
Der Name Athena konnte bisher nicht auf eine indogermanische Wurzel zurückgeführt werden und gilt daher als vorgriechisch. Die Bedeutung des Namens ist unklar. Ein aus Knossos stammendes Tontäfelchen mit Linearschrift B aus mykenischer Zeit nach 1500 v. Chr. nennt  (a-ta-na-po-ti-ni-ja), wobei es sich bei a-ta-na um ein Theonym oder ein Toponym handeln könnte. Der Wortbestandteil po-ti-ni-ja wird mit dem altgriechischen πότνια pótnia identifiziert und bedeutet „Herrin, Gebieterin“ oder auch „Beherrscherin“. Der Ausdruck a-ta-na-po-ti-ni-ja wurde lange Zeit als „Herrin Atana“ übersetzt, und es wurde angenommen, dass „Atana“ eine an mehreren Orten verehrte Burggöttin war. Eine alternative Übersetzung ist „Herrin von Athen“, was bedeuten würde, dass Athen der Herkunftsort der Göttin ist und sie schon in dieser Zeit eng mit der Stadt verbunden war.

### Beinamen

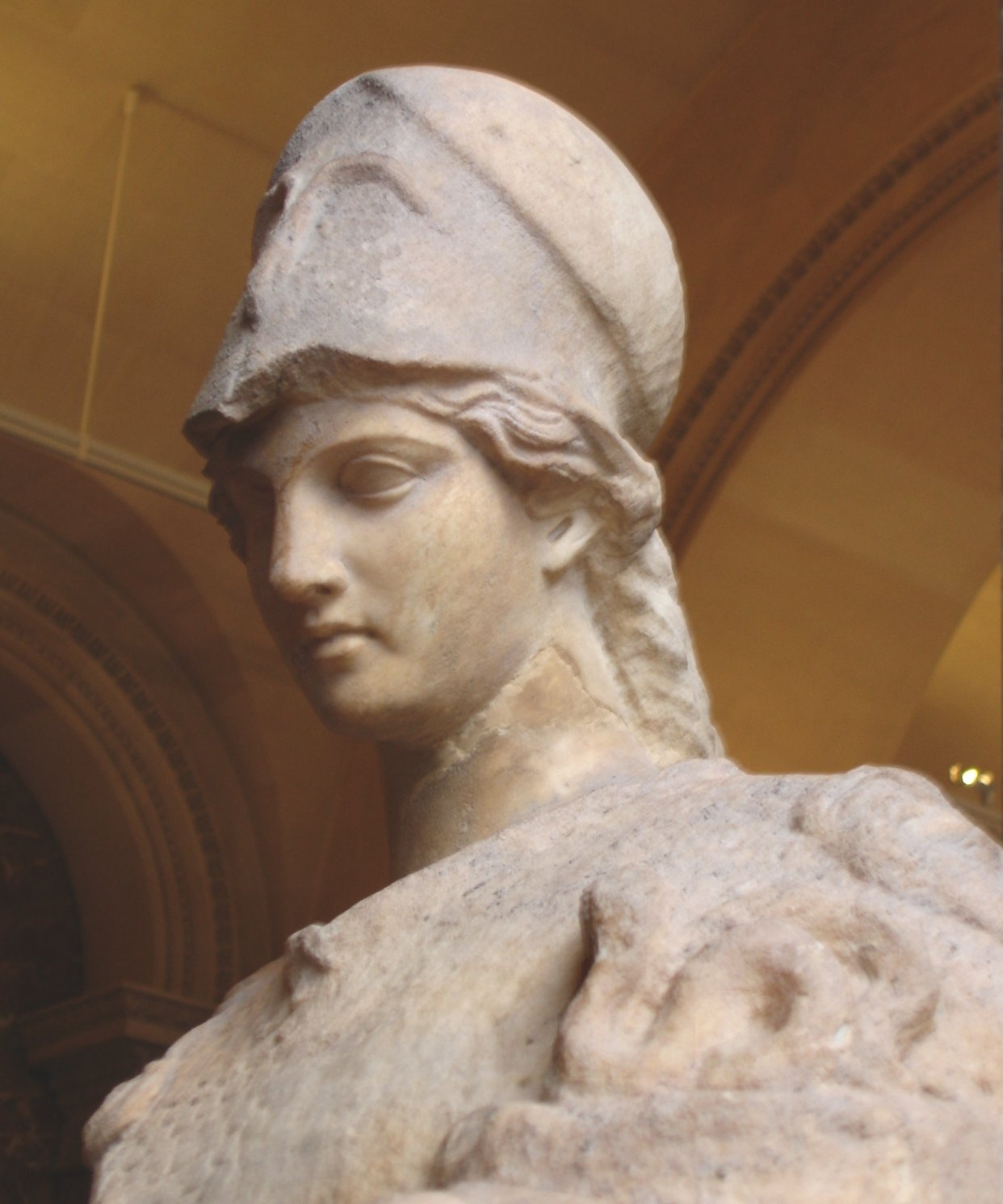
Römische Marmorfigur der Pallas Athena (1./2. Jahrhundert, Louvre, Paris)

Bekannte Beinamen der Athena im Griechischen sind:
- Παλλὰς Ἀθηνᾶ Pallàs Athēná; zugleich war dies der Name der mythischen Kriegerin Pallas, Tochter des Triton
- Παρθένος Parthénos, deutsch ‚die Jungfrau‘
- Πρόμαχος Prómachos, deutsch ‚die Vorauskämpfende, in vorderster Linie Kämpfende, Verteidigerin‘
- Γλαυκῶπις Ἀθηνᾶ Glaukṓpis Athēná, deutsch ‚die eulenäugige Athena‘, eigentlich ‚helläugige Athena‘
- Αρεία Areía, als Verteidigerin des Orestes
- Ἀθηνᾶ Εργάνη Athēná Ergánē, als Schutzpatronin der Handwerker und Künstler
- Ἀτρυτώνη Atrytṓnē, deutsch ‚die Unermüdliche, Unüberwindliche‘
- Πολιάς Poliás, deutsch ‚die Stadtgöttin‘
- Πατροίη Patroíē, deutsch ‚die Beschützerin‘

## Mythos

### Schutzgöttin und Weggefährtin
Athena ist Schutzgöttin und Namensgeberin Athens. Sie gilt als Göttin der Städte, der Weisheit und des Kampfes, so auch der Kriegstaktik und der Strategie; sie fungierte als Palast- und Schutzgöttin der mykenischen Herrscher. Athena war Schirmherrin der Künste und der Wissenschaften; als Hüterin des Wissens beschützte sie auch Spinner, Weber und andere Handwerker. Sie wurde aber auch in anderen Städten verehrt, so zum Beispiel in römischer Zeit im pamphylischen Side, wo sie auch die Schutzgöttin des städtischen Rates war. Dies dokumentiert eine Bronzemünze, auf der Athena einen Stimmstein in eine Wahlurne wirft.
In den zwei größten Epen Griechenlands, der Ilias und der Odyssee von Homer, ist Athena die Schutzgöttin des Odysseus. Im Trojanischen Krieg „kämpft“ Athena auf Seiten der Griechen. Anschließend begleitet sie Odysseus bei seinen gefahrvollen Abenteuern.
Athena führt Perseus bei der Enthauptung der Medusa.

### Familie

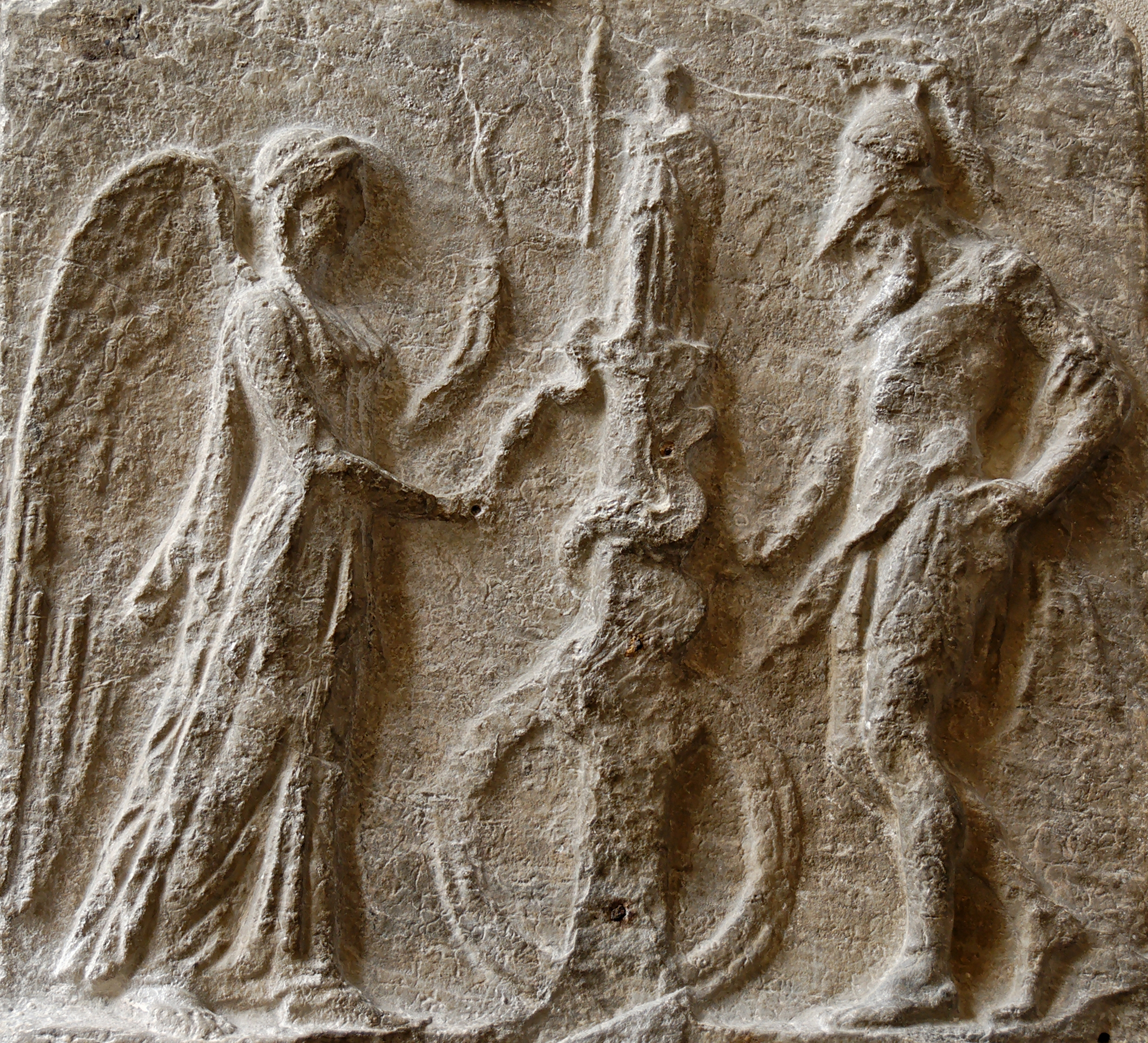
Nike und ein Krieger um das Palladion

Athena ist eine Tochter des Zeus und der Metis. Zeus hatte die von ihm mit zwei Kindern schwangere Metis verschlungen, da ihm von Uranos und Gaia prophezeit worden war, eine Tochter sei Zeus ebenbürtig, ein Sohn werde ihn jedoch stürzen. Als er danach unter großen Kopfschmerzen litt, zerschlug Hephaistos auf Zeus’ Befehl hin dessen Haupt (was er als Göttervater überstand). Daraus entsprang in voller Rüstung Athena. Sie wurde daher als eine Verkörperung des Geistes (da aus dem Kopf des Zeus = Kopfgeburt) und damit der Weisheit und Intelligenz angesehen. Der Bruder der Athena blieb in Metis (beziehungsweise in Zeus) ungeboren und unbenannt. 
In einer anderen Version des Mythos entsprang Athena in Rüstung dem Mund des Zeus und zwang ihn, ihre verschlungenen Geschwister freizugeben. Als Schutzgöttin der Stadt Athen wurde sie daher auch oft in voller Kriegsrüstung dargestellt.
Von ihrem Vater erhielt sie seine Aigis als Leihgabe, die das Haupt der später Medusa genannten Gorgo, das Gorgoneion, zierte. Dieses Antlitz schmückte auch ihren Schild. Ihr Ziehvater war der Meeresgott Triton, mit dessen Tochter Pallas sie aufwuchs. Athena tötete diese versehentlich während eines Kampfspiels mit Wurfspeeren. Zum Andenken schuf Athena eine Statue, das Palladion, und übernahm den Namen der Getöteten: Παλλὰς Ἀθηνᾶ Pallàs Athēná.

### Charakter
Wie viele griechische Gottheiten war Athena überaus leicht zu kränken: So verwandelte sie Arachne, die behauptete, die Göttin in der Webkunst zu übertreffen, in eine Spinne. Der Maler Diego Velázquez hat den Wettstreit zwischen Athena und Arachne in seinem monumentalen Gemälde Die Spinnerinnen dargestellt.
Sie ging niemals eine Liebesbeziehung ein, daher auch der Beiname Parthénos „die Jungfräuliche“ (vergleiche auch Artemis). Doch hauchte sie auf Bitten ihres Freundes, des Titanen Prometheus, den Menschen Wissen und Weisheit ein.
Nach dem Mythos stritten Poseidon und Athena um die Schirmherrschaft einer Stadt. So hielten sie einen Wettstreit ab: Wer der Stadt das nützlichere Geschenk mache, habe gewonnen. Poseidon gab einen Brunnen (oder auch eine Quelle), der jedoch nur Salzwasser spendete oder in anderen Versionen das Pferd; Athenas Gabe war der Olivenbaum und damit dessen Holz und Früchte. So wurde Athena die Schutzgöttin der Stadt, die seitdem ihren Namen trägt: Ἀθῆναι – Athen. Der heilige Ölbaum stand lange Zeit exponiert auf dem Areal der Akropolis und soll laut Legende nach der Zerstörung des Tempels während der Invasion des Xerxes neu ausgeschlagen haben.

## Athena und die Eule

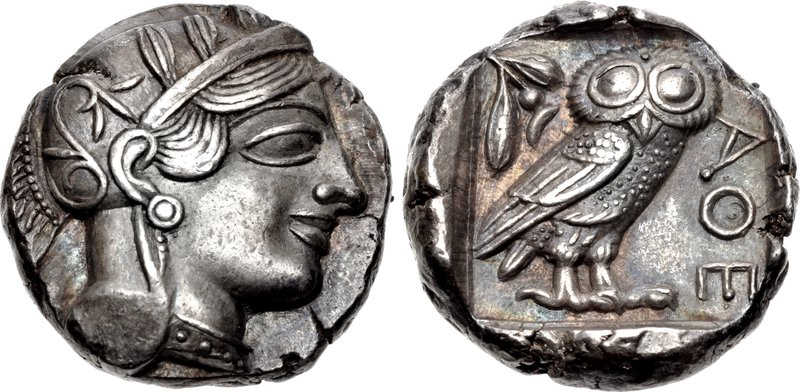
Tetradrachme (nach 445 v. Chr.)
Vorderseite: Kopf der Athena
Rückseite: Eule mit Olivenzweig

Laut Homer ist Athena γλαυκῶπις glaukōpis, was meistens mit „eulenäugig“ übersetzt wird (γλαῦξ glaúx, deutsch ‚Eule‘, ὤψ ṓps, deutsch ‚Auge‘). Für das Epitheton glaukōpis gibt es mehrere Deutungen.
- „Eulenäugig“ bedeutet möglicherweise, dass sie scharf und im Dunkeln sehen konnte.
- Nach einer anderen Interpretation sind mit den „Eulenaugen“ große Augen gemeint (vgl. die großen Augen der Eule auf der abgebildeten Münze). Große Augen galten in der Antike als Schönheitsideal. In ähnlicher Weise gibt es für Hera den Beinamen „die Kuhäugige“, der nicht herabwürdigend, sondern ebenfalls als Verweis auf große Augen zu verstehen ist.
- Eine andere Deutung leitet glaukōpis von γλαυκός glaukós, deutsch ‚hell, leuchtend, glänzend‘, ab. Demnach könnte Homer die Eigenschaft „helläugig“ gemeint haben. Im alten Griechenland gab es, wie auch heute noch, sowohl helläugige als auch dunkeläugige Menschen.

Es wurde argumentiert, dass Homer, wenn er auf große Augen hinweisen wollte, er Athena – wie Hera – wenigstens ab und zu auch „kuhäugig“ hätte nennen können. So nennt er aber immer nur Hera und nie Athena. Danach ist zu fragen, warum Homer für die beiden Göttinnen verschiedene Attribute verwendet hat, wenn die Bedeutung jeweils nur „großäugig“ gewesen sein soll. Diese Überlegung stützt die alternativen Deutungen „scharfsichtig“ und „helläugig“.
Jedenfalls war die Eule Athena symbolisch zugeordnet und erschien auch auf den athenischen Münzen – daher die seit der Antike bekannte Redensart Eulen nach Athen tragen für „etwas Überflüssiges tun“. Auch heute ist ein Teil dieser athenischen Münze auf der griechischen 1-Euro-Münze zu sehen.
Als Sinnbild der Athena und als Vogel der Weisheit galt insbesondere der Steinkauz. Sein wissenschaftlicher Name ist Athene noctua, „nächtliche Athene“.

## Nachwirkung

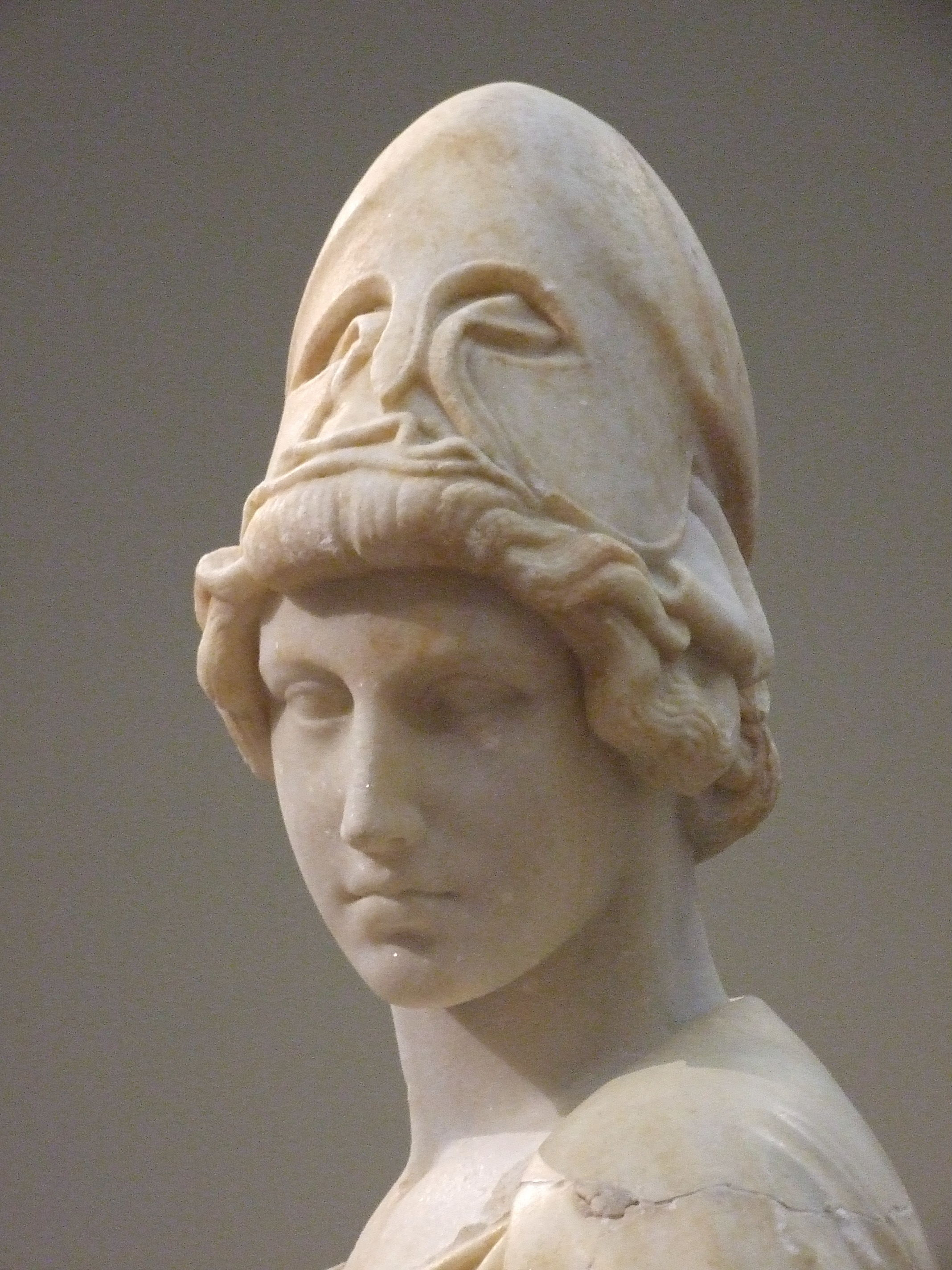
Kopf einer Statue der Athena (Liebieghaus Skulpturensammlung, Frankfurt am Main)

Im klassischen Jahrhundert der deutschen Literatur (etwa bei Friedrich Schiller) wurde für „Athena“ oft der damals geläufigere lateinische Name „Minerva“ benutzt, so auch in Georg Wilhelm Friedrich Hegels berühmtem Zitat zu der Tatsache, dass die Erkenntnis gesellschaftlicher Verhältnisse den Ereignissen oft erst folge: „[…] die Eule der Minerva beginnt erst mit der einbrechenden Dämmerung ihren Flug.“ (Vgl. Grundlinien der Philosophie des Rechts.)
Sachsen-Weimar verwendete als Münzbild die Pallas Athene auf dem Pallastaler, der 1622 und 1623 während der Kipper- und Wipperinflation vollwertig geprägt wurde.
Die Nationale und Kapodistrias-Universität Athen, die Max-Planck-Gesellschaft, die Universität der Bundeswehr München und die Technische Universität Darmstadt führen den Kopf der Athena in ihrem Signet.
Die deutsch-griechische Athene-Grundschule in Berlin (Europaschule) trägt diesen Namen seit 2002.

## Statuen und Bildnisse
Eine 5,5 Meter hohe Statue der Pallas Athena steht vor dem österreichischen Parlamentsgebäude in Wien. Auf dem Ehrenhof des Campus Süd des Karlsruher Instituts für Technologie steht ebenfalls eine Statue der Athena mit gesenkter Speerspitze, mit der die Universität an ihre im Krieg Gefallenen erinnert. Seit 1957 steht eine solche Statue auch vor dem altsprachlich orientierten Wilhelm-Dörpfeld-Gymnasium in Wuppertal. Als 3,4 Meter hohe Kuppelfigur von Johannes Benk sieht man Athena auf dem Kunsthistorischen Museum in Wien.

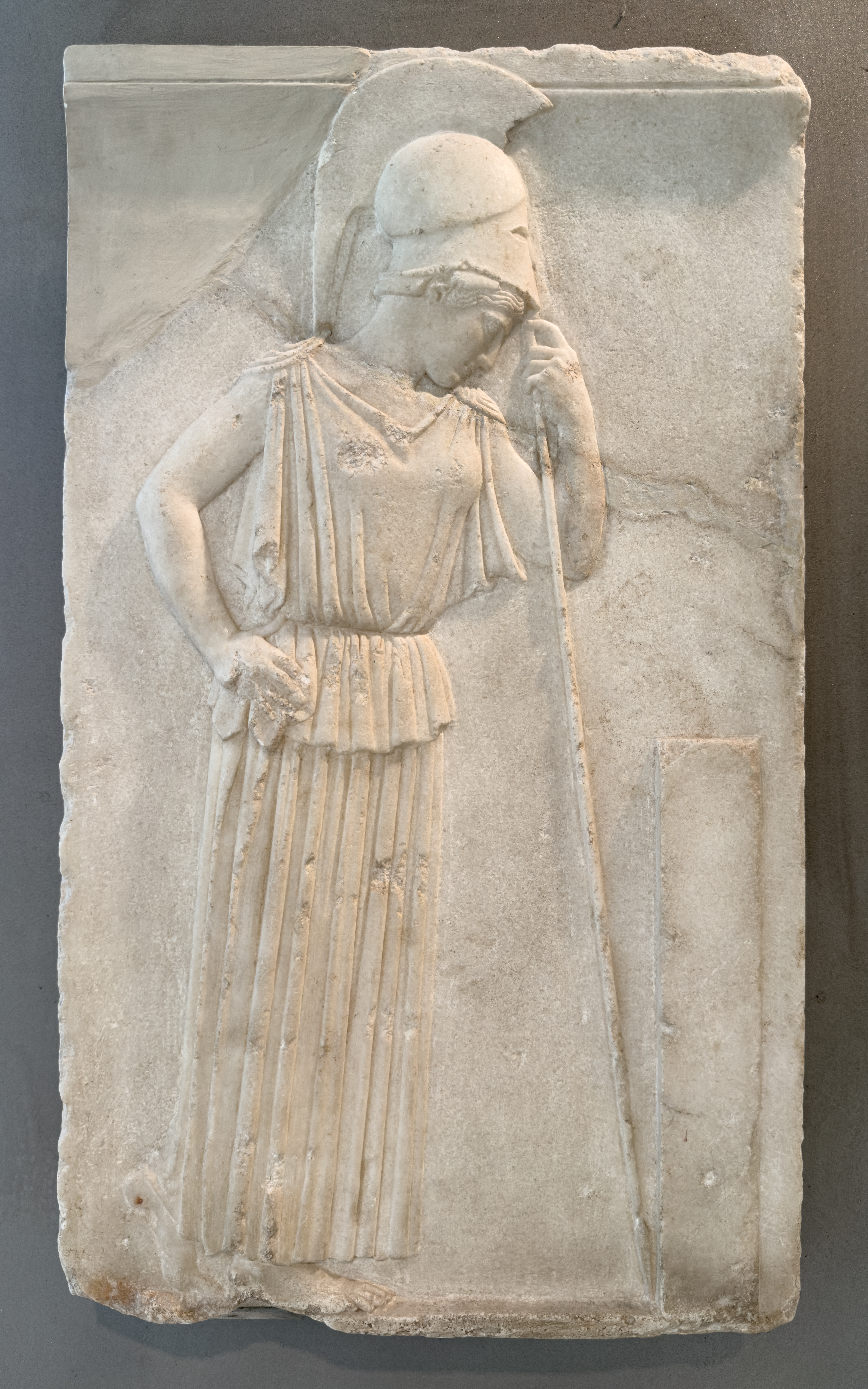
Relief der Athena (Akropolis, Athen, um 460 v. Chr.)
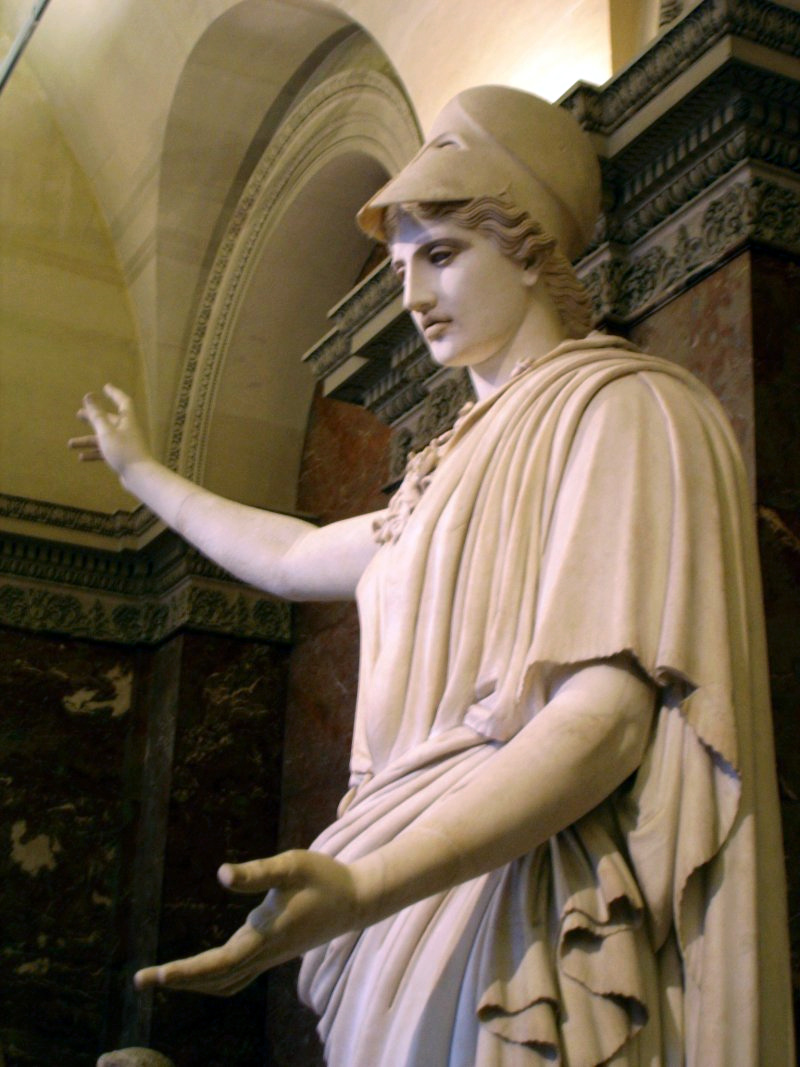
Athena von Velletri (Paris, Louvre)
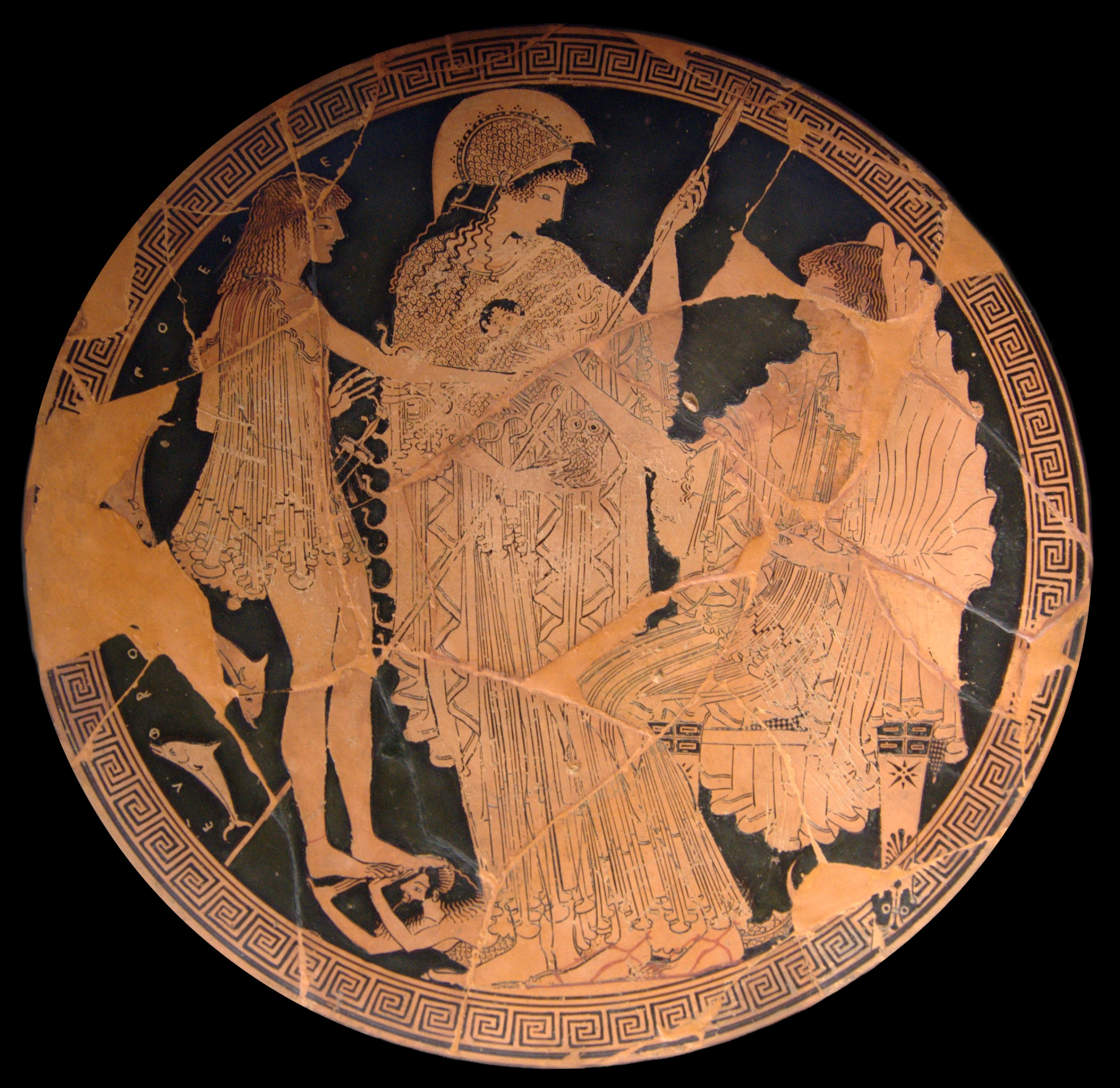
Athena (mit Helm, Schild, Aigis und Speer), Theseus und Amphitrite; rotfiguriges Vasenbild von Onesimos/Euphronios (Töpfersignatur)
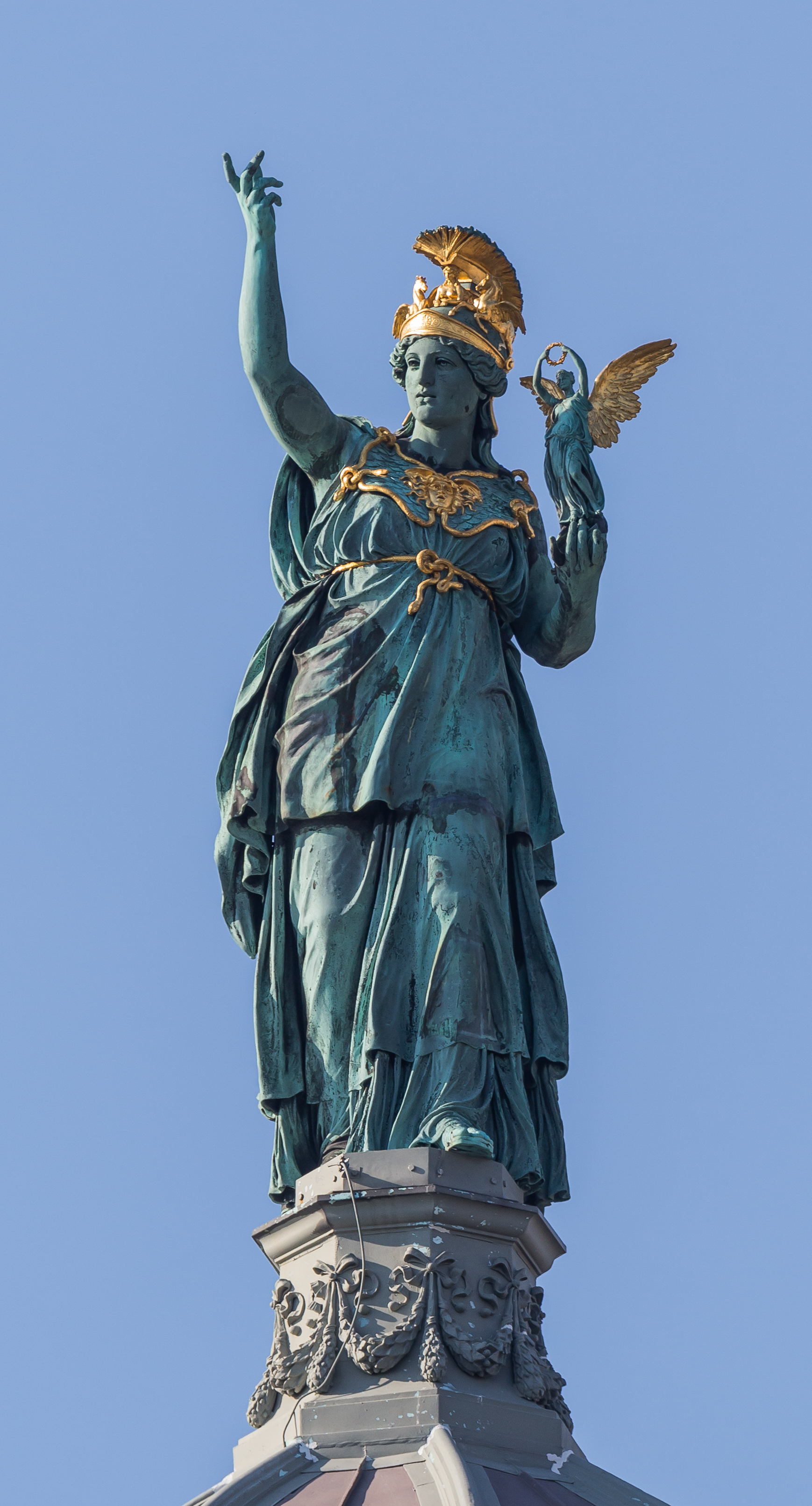
Statue der Athena auf dem Kunsthistorischen Museum Wien
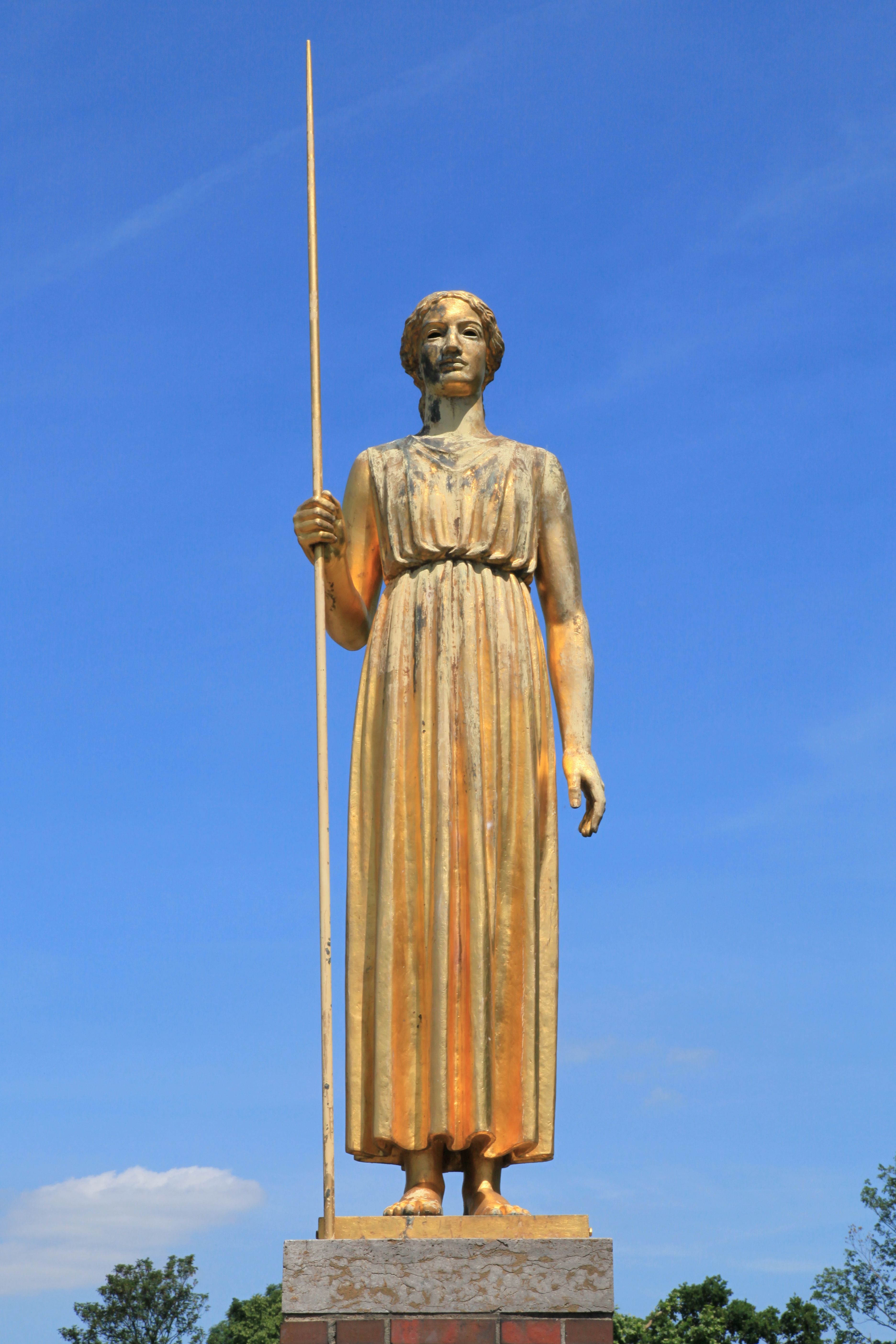
Pallas Athene, von Johannes Knubel, Düsseldorf